# Tribù dell'età del Ferro in Britannia
I nomi delle tribù dell'età del Ferro in Britannia sono ricordate dagli storici e geografi romani e greci, soprattutto Claudio Tolomeo, anche se numerose informazioni su queste vengono dalle loro monete. Le aree dove erano ubicate sono approssimative.

## Britannia centrale
- Catuvellauni - Hertfordshire, Cambridgeshire e la Grande Londra a nord del Tamigi
- Cornovi - Cheshire, Derbyshire e Shropshire
- Coritani - Lincolnshire, Nottinghamshire e Staffordshire
- Dobunni - Gloucestershire, Herefordshire, Oxfordshire e Midland occidentali
- Iceni - Norfolk, Suffolk e Cambridgeshire
- Parisi - Yorkshire orientale
- Trinovanti - Essex e Suffolk

## Britannia settentrionale
- Briganti - Yorkshire, Cumbria, Lancashire e contea di Durham
- Caereni - Sutherland occidentale
- Caledoni - Highland scozzesi
- Carnonaci - Ross e Cromarty occidentale
- Carvezi - Cumbria settentrionale, area del Carlisle e alta valle del fiume Eden
- Cornavi - Sutherland orientale e Caithness
- Corionotatae - Border scozzesi, forse un clan dei selgovi
- Creoni - Argyll
- Damnoni - Strathclyde
- Decanzi - Ross e Cromarty orientale
- Epidi - Mull di Kintyre
- Gabrantovici - Yorkshire del nord
- Lopocari - lato meridionale del Vallo di Adriano attorno a Corbridge
- Lugi - Sutherland sud-orientale
- Novanti - Dumfries e Galloway
- Selgovi - Border scozzesi e Dumfries e Galloway orientale
- Setanzi - parte del Lancashire attorno alla penisola di Fylde
- Smerti - Ross e Cromarty
- Taexali - Aberdeenshire
- Textoverdi - lato sud del Vallo di Adriano nell'alta valle del fiume Tyne
- Vacomagi - area settentrionale della regione di Grampian
- Veniconi - Fife e Tayside meridionale
- Votadini - coste del Northumberland, Border scozzesi e Lothian orientale

## Britannia meridionale
- Atrebati - Hampshire e valle del Tamigi
- Belgi - Hampshire e Gloucestershire
- Cantiaci - Kent
- Durotrigi - Somerset e Dorset
- Dumnoni - Devon, Cornovaglia e Somerset
- Regnensi - Surrey e Sussex

## Britannia occidentale
- Deceangli - Flintshire e Denbighshire
- Demezi - Pembrokeshire, Ceredigion occidentale e Carmarthenshire
- Gangani - penisola di Lleyn, probabilmente un clan degli ordovici
- Ordovici - Anglesey, Snowdonia e Powys
- Siluri - Galles meridionale